# Église Sainte-Marie de la Garriga
Pour les articles homonymes, voir église Sainte-Marie.
L'église Sainte-Marie de la Garriga ou Sainte Marie du mas de la Garrigue est une église romane située à Rivesaltes, dans le département français des Pyrénées-Orientales. C'est l'église d'un ancien prieuré dépendant de Saint-Martin du Canigou dont la majeure partie a été reformée pour des usages contemporains. Cependant, la forme carrée du cloître et l'abside de l'église sont encore visibles.